# Cerebratulus knerii
Cerebratulus knerii är en djurart som tillhör fylumet slemmaskar, och som först beskrevs av Diesing 1850.  Cerebratulus knerii ingår i släktet fläsknemertiner, och familjen Cerebratulidae. Inga underarter finns listade i Catalogue of Life.